# Аммассалик (остров)
Аммассалик (дат. Ammassalik Ø) — остров в коммуне Сермерсоок (Гренландия). Площадь — 772 км². Население — 3044 чел. (2012) Крупнейший населённый пункт — Тасиилак. Помимо него на острове также размещаются следующие деревни:
- Иккатек, население — 1 чел. (маленький остров к западу от Аммассалика)
- Исерток, население — 120 чел.
- Кулусук, население — 310 чел. (остров к востоку от Аммассалика)
- Кууммиут, население — 392 человека
- Кемертуарссуит, покинут 1 января 2005 года (на 1 января 2004 года там числился всего 1 житель)
- Сермилигаак, население — 212 чел.
- Тинитекилаак, население — 148 чел.